# Febo Moniz de Lusignan, reposteiro-mor
Febo Moniz de Lusignan, F.C.R., também chamado Febo Moniz, moço fidalgo da Casa de
El-Rei D. João II e cavaleiro da Ordem de Cristo, foi um nobre português, mestre de sala (1498), reposteiro-mor de D. Manuel e vereador da cidade de Lisboa.
D. Jaime, Duque de Bragança deu-lhe a alcaidaria-mor de Arraiolos, e já era alcaide-mor em 1492. Mas que a deixa pela incompatibilidade de servir simultaneamente a Casa de Bragança e a Casa Real.
Em 1498, o rei D. Manuel ̟parte para Casteia a fazer-se jurar novo casamento e na sua comitiva ia Febo Moniz como mestre sala e no ano de 1506 já servia de reposteiro-mór.
Documentado como vereador de Lisboa em alvarás reais de 2 e 12 de Janeiro de 1502, com o título de Fidalgo da Casa Real, ao ser encarregado por D. Manuel do alargamento da Porta do Ferro da mesma cidade, e da via pública onde ela estava situada.
Era filho de Vasco Gil Moniz e Leonor de Lusignan, filha esta de Febo de Lusignan, senhorio de Saida.
Em 1496 Febo Moniz casou com D. Catarina da Cunha, aia da Duqueza de Bragança D. Isabel, que era filha do  Gonçalo Correia, senhor do couto de Farelães, e de sua mulher D. Margarida do Prado.
De sua mulher deixou os seguintes filhos:
- Jerónimo Moniz
- Gil Aires Moniz, que faleceu em criança,
- António Moniz que foi progenitor de vários ramos de Monizes, cruzados com os Pereiras, Patos, Cunhas, da vila de Alcochete, com basta descendência.[8]

Foi avô de Febo Moniz de Lusignan. 